# Внутрішній опір

Двополюсник та його еквівалентна схема

Внутрішній опір двополюсника — імпеданс в еквівалентній схемі двополюсника, що складається з послідовно увімкнених джерела напруги та імпедансу (див. малюнок). Термін застосовується в теорії електричних кіл у разі заміни дійсного джерела зразковими елементами, тобто коли переходять до еквівалентної схеми.

## Вступ
Потребу введення терміну, можна пояснити наступним прикладом. Порівняємо два хімічні джерела постійного струму з однаковою напругою:
- Автомобільний свинцево-кислотний акумулятор напругою 12 вольт та ємністю 55 А·год.
- Вісім батарейок типорозміру АА, що з’єднані послідовно. Складена напруга такої батареї також 12 вольт, але загальна їхня ємність значно менше — приблизно 1...2 А·год.

Попри однакову напругу, ці джерела живлення, значно відрізнятимуться під час роботи на однакове навантаження. Так, автомобільний акумулятор здатний віддати в навантаження великий струм (від нього запускається двигун автомобіля, коли стартер споживає струм 250 ампер), а від ланцюжка батарейок стартер взагалі не обернеться. Відносно невелика ємність батарейок не є причиною: одної ампер-години в батарейках вистачило б для того, щоб обертати стартер протягом 14 секунд (за струму 250 ампер).
Відповідно до закону Ома у джерел із рівною напругою, струм в однаковому навантаженні також повинен бути таким самим. У наведеному прикладі це не виконується через те, що таке твердження правильне лише для взірцевих джерел ЕРС; насправді ж джерела живлення, тією чи іншою мірою відрізняються від зразкових. Для опису міри відмінності звичайних джерел від взірцевих, застосовується показник внутрішній опір.
Отже джерела моделюються як зразкові (взірцеві, тобто джерела, які завжди зберігають потрібне значення) у поєднанні з їхнім вихідним опором. Вихідний опір визначається як змодельований та/або дійсний імпеданс, з'єднаний послідовно зі зразковим джерелом напруги. Математично, джерела струму і напруги можуть бути перетворені одне на одне, за допомогою теореми Тевенена і теореми Нортона.

## Статичний внутрішній опір
У кожному електричному пристрої струм проходить крізь мідні або алюмінієві дроти, які збільшують внутрішній опір. У динамічному мікрофоні він може становити 200 Ом, але лише 0,01 Ом — у силовому трансформаторі з грубими силовими обмотками. 
В акумуляторах струм проходить крізь провідники з набагато гіршою провідністю, ніж у міді, яка до того-ж може знизитися у разі розряду батареї. Внутрішній опір «батареї» містить фізичну складову опору (омічний опір) використаного матеріалу (свинець, мідь тощо) і хімічну складову опору (опір реакції) через обмеження швидкості хімічної реакції. Таку властивість можна розглядати як складову опору для розрахунків. Для розрядженої батареї можна припустити, що її «електрорушійна сила не змінюється, але збільшується внутрішній опір, отже зменшується вихідна напруга». Точніше кажучи, батарея не стає «порожньою», але її внутрішній опір завдяки хімічним процесам, стає настільки великим, що потрібний струм з неї більше не може бути добутий.
Внутрішній опір акумулятора дуже відрізняється залежно від його типу. Нікель-кадмієві акумуляторні батареї (найчастіше використовуються в електроінструментах), нікель-водневі акумуляторні батареї (передусім, застосовуються на космічних апаратах), літій-іонні акумуляторні батареї тощо, відомі як батареї з меншим внутрішнім опором, ніж наприклад лужні батареї, і їхня вихідна напруга не дуже знижується, навіть за великого струму споживання. Паливні елементи та сонячні елементи (точніше, напівпровідникові пристрої для фотоелектричного перетворення), мають дуже високий внутрішній опір.

## Динамічний внутрішній опір
Споживана потужність лише інколи буває постійною, особливо для електронних схем. У комп'ютерах вимоги до живлення окремих інтегральних схем (ІС) можуть змінюватися з наносекундними проміжками. Оскільки це відповідає частоті в діапазоні гігагерц, індуктивність ліній електроживлення не можна відкидати, навіть якщо вони коротші декількох сантиметрів. Індуктивний опір дроту значно збільшує внутрішній опір джерела напруги зі збільшенням частоти. Внаслідок цього, напруга на компоненті може коливатися між 2 В і 10 В, наприклад за зміни струму крізь нього, і може порушити або навіть зруйнувати ІС. Контролер реагує недостатньо швидко, тож через це, безпосередньо у з'єднаннях мікросхеми - як протидія, використовуються конденсатори з низькою індуктивністю. Оскільки конденсатори також мають певну власну індуктивність і не однаково добре фільтрують у всьому діапазоні частот від нуля до 5 ГГц, електролітичні конденсатори та керамічні конденсатори з найбільш відмінними діелектриками, зазвичай вмикаються паралельно. 
Наочним прикладом того, чого можна домогтися завдяки зменшенню внутрішнього опору, є електронний спалах. Маленька вбудована у пристрій батарея має такий великий внутрішній опір, що у разі споживання її потужності, з неї можна найбільше витягти лише близько 0,5 Вт. Ось чому за допомогою перетворювача постійної напруги спочатку заряджається конденсатор, від якого згодом на дуже короткий час, може бути отримана пікова потужність у кілька кіловат, завдяки його значно нижчому динамічному внутрішньому опору.
У випадку з нелінійним пристроєм, як от транзистор, термін «вихідний опір» зазвичай, відноситься до впливу на сигнал малої амплітуди і він буде змінюватися залежно від точки зміщення транзистора, тобто від постійного струму (DC) і напруги, прикладених до пристрою.

## Еквівалентна схема активного двополюсника
Наявні активні двополюсники добре описуються математично, якщо їх розглядати як еквівалентну схему, що складається з (див. рисунок) послідовно увімкнених джерела напруги та опору (в загальному випадку — комплексного імпедансу). Генератор напруги, являє собою власне джерело енергії, що міститься в цьому двополюснику. Цей генератор міг би віддати в навантаження, наскільки завгодно великі, потужність і струм. Однак опір, з'єднаний послідовно з джерелом, обмежує потужність, яку даний двополюсник може віддати в навантаження. Цей уявний опір і називається внутрішнім опором. Він є лише параметром наукової моделі двополюсника, тобто присутнього «резистора» всередині двополюсників, зазвичай немає.
Водночас, у поширених гальванічних елементах, цей внутрішній опір є. Це сукупний опір плюсового стрижня (вуглецю, сталі), самого корпусу (цинку та нікелю), а також власне електроліту (солі) і поглинача водню (в сольових елементах). Всі ці наявні матеріали мають цілком скінченний опір, відмінний від нуля.
В інших джерелах, це завдання (вироблення електроенергії) виконують обвитки і контакти, які також знижують показники джерел напруги. Контактні різниці потенціалів, мають іншу природу спаду напруги і мають не омічну властивість, тобто всі витрати енергії йдуть на роботу виходу носіїв заряду.

## Опір і внутрішній опір

Електричне коло ліворуч від центральної пари незабарвлених кілечок- затискачів, моделює схему джерела, тоді як коло праворуч, уособлює приєднану схему. Z_{S} - це вихідний імпеданс з боку навантаження, а Z_{L} - вхідний імпеданс з боку джерела.

Основною властивістю двополюсника є його опір (або імпеданс ). Однак характеризувати двополюсник одним тільки опором, не завжди можливо. Справа в тому, що термін опір застосовний лише для суто пасивних елементів, тобто таких, що не містять в собі джерел енергії. Якщо двополюсник містить джерело енергії, то визначення «опір» до нього просто не застосовується, оскільки закон Ома у формулюванні U=Ir не виконується.

## Вимірювання
Опір джерела суто резистивного пристрою, може бути дослідно визначено шляхом збільшення навантаження на пристрій доти, поки напруга на навантаженні AC чи DC (змінна або постійна) не стане половиною напруги холостого ходу. На цьому етапі, опір навантаження і внутрішній опір рівні.
Більш точно це можна визначити, відстежуючи криві залежності напруги від струму для різних навантажень і обчислюючи опір згідно Закону Ома. (Внутрішній опір може бути відмінним для різних видів навантаження або на різних частотах, особливо в таких пристроях, як хімічні батареї.)
Узагальнений імпеданс джерела для реактивного опору (індуктивного або ємнісного) пристрою-джерела, складніше визначити і зазвичай, він вимірюється за допомогою пристосованих інструментів, а не вручну.
Коли до схеми приєднано амперметр або вольтметр для вимірювання струму, що протікає крізь певну точку, чи різниці потенціалів між двома точками, внутрішній опір або вхідний опір вимірювального пристрою, можуть стати перешкодою. 

### Вимірювання опору петлі фаза-нуль

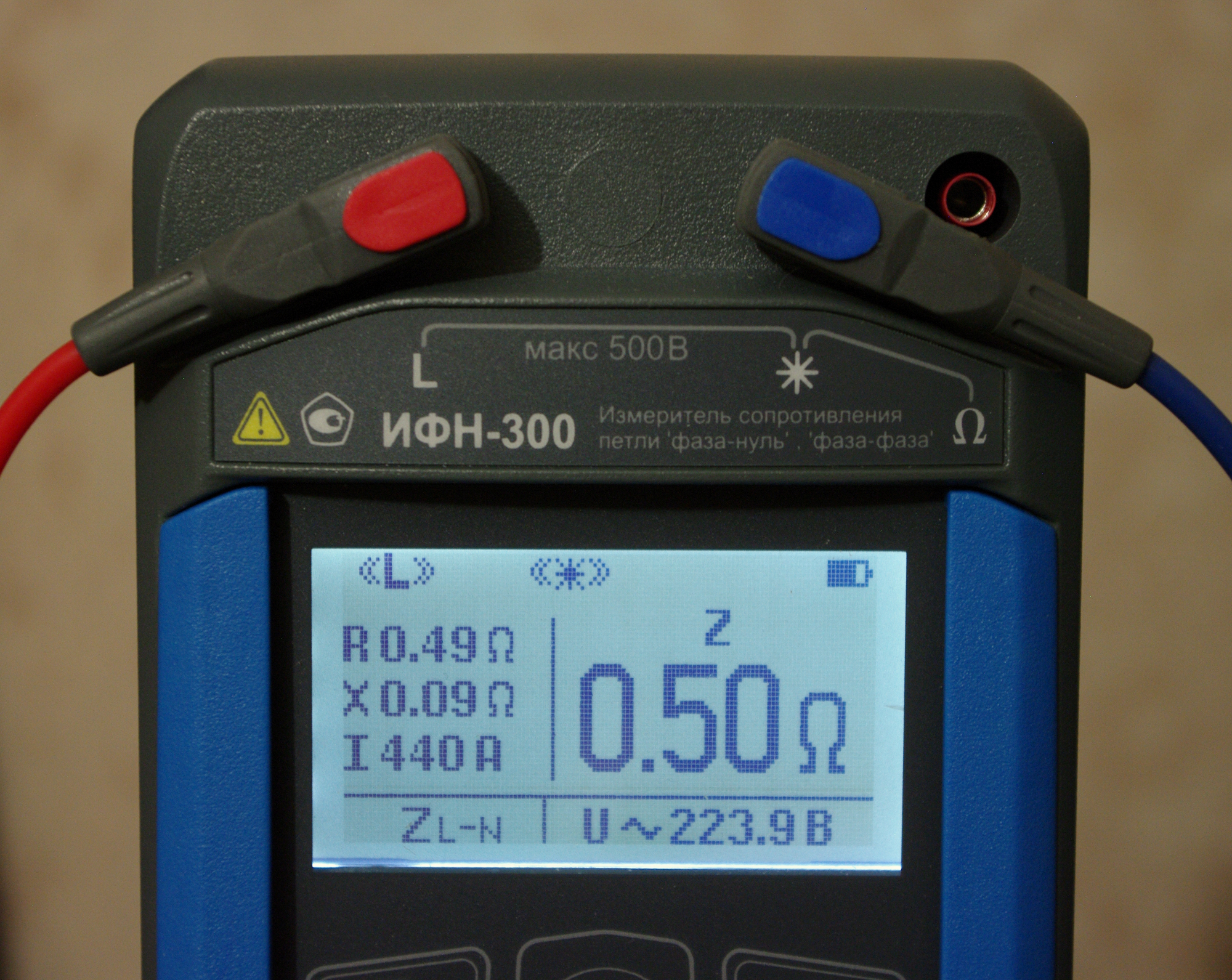
Підсумок вимірювання опору петлі фаза-нуль в розетці побутової електромережі

Окремим випадком вимірювання внутрішнього опору, є вимірювання опору петлі фаза-нуль в електроустановках. Двополюсником у цьому разі є пара провідників електроустановки: фазний і робочий нульовий, або два фазні дроти. На знімку показано підсумок такого виміру в розетці побутової електромережі напругою 220 вольт:
- активна складова: 0,49 Ом

- реактивна складова: 0,09 Ом

- модуль повного опору: 0,5 Ом

- очікуваний струм короткого замикання: 220 В / 0,5 Ом = 440 А

Прилад визначає внутрішній опір шляхом непрямого вимірювання, методом визначення спаду напруги на опорі навантаження. 
Результат вимірювання вважається задовільним, якщо очікуваний струм короткого замикання досить великий, для надійного спрацьовування електричного апарата (автоматичний вимикач, запобіжник), котрий захищає це коло від перевищення струму.

## Зниження високої напруги
Дивіться ще: Пускорегулювальний пристрій
Іноді до джерела електроживлення штучно додають зовнішній активний опір, поєднаний послідовно з навантаженням (він узагальнюється з внутрішнім опором джерела) для того, щоби знизити отримувану від нього напругу, або обмежити величину струму, який віддається в навантаження. Однак додавання резистора як додаткового опору (так званий обмежувальний резистор), у багатьох випадках неприйнятно, через те що веде до марного виділення значної потужності (тепла) на ньому. Щоби не витрачати електроенергію даремно і не вирішувати проблему охолодження додаткового опору, в системах змінного струму використовують реактивні обмежувальні пристрої. На основі гасильного конденсатора, може бути побудований конденсаторний блок живлення. В подібний спосіб, за допомогою ємнісного відведення від високовольтної ЛЕП, можна отримати невеликі придатні напруги, для живлення будь-яких автономних пристроїв. Індуктивний баласт (дросель), широко застосовувався в світильниках для обмеження струму в колі газорозрядних люмінесцентних ламп.